# Селищна
Се́лищна — пасажирський залізничний зупинний пункт Куп'янської дирекції Південної залізниці на одноколійній неелектрифікованій лінії Куп'янськ-Вузловий — Огірцеве (за радянських часів ділянка Бєлгород — Куп'янськ-Сортувальний) між станціями Бурлук (2,2 км) та зупинним пунктом Гнилиця (5,3 км), станцією Приколотне (15,5 км). Розташований безпосередньо у східній частині селища Великий Бурлук Куп'янського району Харківської області, біля місцевого підприємства «Сири Бурлука».

## Пасажирське сполучення
З початку російського вторгнення в Україну рух приміських поїздів через зупинний пункт Великий Бурлук тимчасово припинений.